# Rolladen-Schneider LS7
Dimensions
Le Rolladen-Schneider LS7 est un planeur monoplace de classe FAI standard qui fut produit par Rolladen-Schneider Flugzeugbau GmbH entre 1988 et 1993.

## Histoire
Le LS7 a été développé comme le successeur du LS4.
Restant dans la philosophie de conception du LS4, Rolladen-Schneider a conçu le LS7 comme une machine sans compromis pour la compétition, recherchant le meilleur rendement avec les dernières technologies de l'époque. Le concepteur Wolf Lemke a utilisé un profil radicalement nouveau de type laminaire et une aile à fort allongement. La fibre de carbone et le Kevlar ont été intensivement employés dans la construction pour assurer la tenue structurale.
Les bielles de commande des ailerons ont été entièrement intégrés dans les ailes, seuls 30 mm dépassant de l'intrados.
Le prototype du LS7 effectua son premier vol à l'automne 1987 et la production commença en 1988. Le LS7-WL, une évolution avec winglets, arriva en 1991 et de nombreux LS7 ont été convertis à ce standard. La production fut arrêtée en 1993 après seulement 164 exemplaires construits.
Le LS7 n'a pas eu un succès commercial ni sportif pour les moyens avancés. Sa vitesse élevée en vol thermique s'est avérée être un handicap en compétition.
Le LS7 a été remplacé par le LS8, lequel est toujours fabriqué par DG Flugzeugbau. Le LS7 reste un planeur estimé parmi les propriétaires privés pour son excellente exécution et ses caractéristiques de vol.

## Description générale
- Ailes : longeron constitué d'un mélange de fibre de verre et de fibre de carbone
- Ailerons : mélange de Kevlar et de fibre de carbone. Les ailerons s'étendent sur 7 m, soit la moitié de l'envergure.
- Gouverne de direction : pièce composée de fibre de carbone.
- Profondeur : pièce composée de fibre de carbone et Kevlar.
- Branchement automatique des ailerons, des aérofreins, de la profondeur et des valves des ballasts.
- Etanchéité intégrale de toutes les gouvernes avec du Teflon et de toutes les trappes de contrôle avec du Mylar.
- Système de ballast : un réservoir par aile situé devant le longeron, chaque valve de réservoir se trouve à l'emplanture. Un ballast structural de queue se trouve dans la dérive verticale pour permettre d'ajuster le centrage.

## Photos

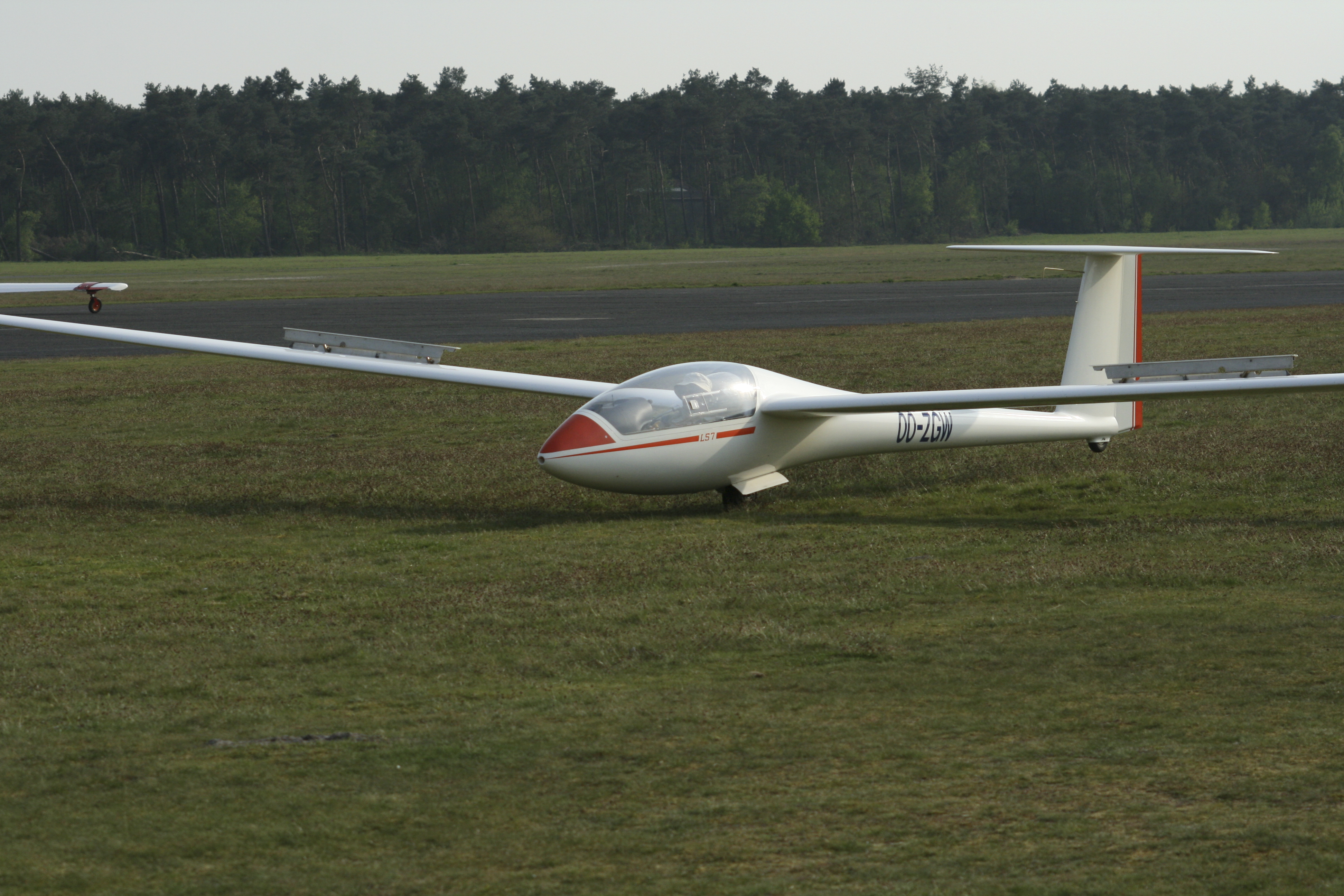
Un LS7 au sol

## Sources
- LS-Flugzeugbau website
- Flight report by F Formosa
- Sailplane Directory